# Clínica Corachan
La Clínica Corachan és un centre mèdic privat situat al barri de Sarrià de la ciutat de Barcelona, entre el carrer de Buïgas i la plaça de Manuel Corachan.

## Història
Va ser fundada el 19 de maig de 1921 pel metge cirurgià Manuel Corachan i Garcia, en una torre de la seva propietat que encara es conserva al número 6 de la plaça, encarregant l'ampliació a l'arquitecte noucentista Josep M. Martino Arroyo. L'any 1965 l'arquitecte Jaume Sanmartí Verdaguer amplia l'edifici i el reforma interiorment, obtenint el premi FAD d'arquitectura de l'any 1965.
El 1990, els arquitectes Jaume Bach i Gabriel Mora fan una nova ampliació, desplaçant l'accés de la clínica a plaça de Manuel Corachan.
El 2014, l'estudi PMMT Arquitectura executa una nova ampliació amb façana al carrer de Buïgas, i la construcció d'un nou edifici amb façana a la plaça de Manuel Corachan.
Actualment, el complex sanitari ocupa una superfície total de 42.000 m2, on treballen directament o indirectament més de 1.200 professionals i col·laboradors.
A les edicions 2009, 2015, 2016, 2017, 2018 i 2019 Clínica Corachan va obtenir el guardó de millor clínica d'Espanya en el TOP 20 de IASIST a la categoria d'hospitals privats de gran estructura.

## Descripció
L'edifici original s'adapta a l'espai verd de la cantonada dels carrers de Buïgas i Gironella, mitjançant una forma poligonal. La resta de la clínica s'implanta en un edifici al lateral d'aquesta, així com uns edificis comunicats entre sí, a la part interior del solar. El conjunt d'edificis ha mantingut una arquitectura homogènia sense discordances formals. La façana de la nova edificació que dona a la plaça de Manuel Corachan, amb una certa curvatura que abriga la zona verda davantera, s'aproxima a un minimalisme arquitectònic gràcies a la repetició de les finestres quadrades situades al pla llis de la façana.